# المطلب بن أبي وداعة
المُطَّلِبُ بْنُ أَبِي وَداعَةَ القُرَشيُّ السَّهميُّ صَحابيٌ مِن مَسلَمَةِ الفتح أسلم هو وأبوه، نزل الكوفة بعد إسلامه، ثم بعد ذلك المدينة، وله بها دار روى عنه أهل المدينة، وهو أول من دفع الفدية إذ أنه فدى أباه حين كان أسيراً ببدر.

## نسبه
- أبوه: أبو وداعة السهمي، واسم أبي وداعة: الحارث بن صبيرة (قيل سبيرة، وقيل ضبيرة) بن سعيد بن سعد بن سهم بن عمرو بن هصيص بن كعب بن لؤي بن غالب بن فهر بن مالك بن النضر.[3]
- أمه: أروَى بنت الحارِث بن عبد المطلب بن هاشم بن عَبْدِ مناف بن قصي، وهي ابنة عم النبي محمد.[3]

## فداء أبيه
كان في الأسارى أبو وداعة بن صبيرة السهمى فقال النبي: «إِنَّ لَهُ بِمَكَّةَ ابْنًا كَيِّسًا تَاجِرًا ذَا مَالٍ لَكَأَنَّكُمْ بِهِ قَدْ جَاءَنِى فِى فِدَاءِ أَبِيهِ»، وقد قالت قريش: «لا تعجلوا بفداء أساراكم لا يتأرب عليكم محمد وأصحابه»، فقال المطلب بن أبى وداعة: صدقتم فافعلوا، وانسل من الليل فقدم المدينة وأخذ أباه بأربعة آلاف درهم فانطلق به، وقدم مكرز بن حفص بن الأخيف في فداء سهيل بن عمرو وكان الذي أسره مالك بن الدخشن أخو مالك بن عوف.

## روايته للحديث
- رَوَى عَن: النَّبِيّ محمد وعن حفصة أم المؤمنين.[5][6][7]
- رَوَى عَنه: ابنه جَعْفَر بْن المطلب بْن أَبي وداعة والسائب بْن يزيد وعَبد الله بْن الحارث بْن نوفل على خلاف فيه، وابنه عَبْد الرحمن بن المطلب بن أَبي وداعة وعكرمة بْن خالد المخزومي، وابنه كثير بْن المطلب بْن أَبي وداعة وابن ابنه أَبُو سفيان بْن عَبْد الرحمن بْن المطلب بْن أَبي وداعة.[8]

وروى له الجماعة سوى البخاري.